# Afrikai heraldika

Tunisz 19. századi címere

Az afrikai heraldika az európai címertan leszármazottja. Főleg az állami és a kommunális heraldikára korlátozódik. Nem szerves része az egyes afrikai országok kultúrájának. Ott is, ahol törekszenek az európai irány megtartására vagy a saját arculatukat keresik, mindig felfedezhető némi mesterkéltség és antiheraldikus jelleg. Ez nagyrészt ezen heraldikai rendszerek fiatalságából, mindössze néhány évtizedes múltjából ered, ahol az idő még nem tudta kiérlelni a valóban értékes és jellegzetes vonásokat. Egyes észak-afrikai országok rendelkeznek némileg régebbi, 19. századi múlttal, de a címerhasználat ott is nagyon törékeny jelenség. 

Szomália címere
Gabon címere
Csád címere
Kenya címere
Botswana címere
Lesotho címere
Uganda címere
Tanzánia címere
Burundi címere
Ruanda címere

Egyes olyan fiatal országok, mint Szomália, Gabon vagy Csád európai mintára vezették be állami jelképeiket. Ezzel szemben Kenya, Botswana, Lesotho, Uganda és Tanzánia heraldikus államcímereket használnak ugyan, de afrikai pajzsformákon. A dob hatalmi jelkép Afrikában, ami megnyilvánul például Burundi, Ruanda és Uganda címerében. Kenyában egy sajátos nemheraldikus színt, az ún. Kenya-vöröset is bevezettek, ideológiailag megindokolva. Az ehhez hasonló kísérletek nem mindig eredményeznek ízléses címereket, és nem járulnak hozzá a címertan egységéhez. Az afrikai országok közül csak a dél-afrikai heraldika törekszik az egységes címertani rendszer megtartására külön címerhivatallal, heraldikai irodalommal, testülettel stb.
Afrika régi címertana az európai gyarmattartó országok uralma alatt állt. A gyarmati heraldika ezért megegyezett az európai heraldikával. Például az összes portugál gyarmat hasított pajzsot viselt, az egyik mezőben a portugál lánccal (quinas). A legrégibb heraldikai jelképek a dél-afrikai Fokföldről valók, ahol sajátos címerképek és nemzeti motívumok alakultak ki, elsőként a családi, majd az államcímerekben címerképként és pajzstartóként. 
A gyarmatbirodalmak felbomlásával, az 1960-as évektől az afrikai országok hazai flórájának, faunájának és folklórjának számos jellegzetes képviselője jelent meg a címerekben, mint a zebrák, elefántok, az afrikai lándzsák és harci pajzsok (az európai pajzsformák mellett) stb. Ilyen pajzsforma például a bantu-pajzs (a bantu törzsek pajzsa) és a maszáj-pajzs (a maszájok harci pajzsa).

## Kapcsolódó szócikk
- Jaakúb Ártín Pasa